# Takafumi Iwasaki
Takafumi Iwasaki (岩崎 貴文 Iwasaki Takafumi?) es un guitarrista, compositor, arreglista musical y artista musical japonés nacido en 29 de agosto de 1976 de Prefectura de Kumamoto. Él pertenece actualmente en la Columbia Music Entertainment, por el que es conocido por escribir y realizar varios canciones tema de anime y tokusatsu. Él es conocido por su actuación en solitario del tema-canción de Mahō Sentai Magiranger, así como por la ejecución de la guitarra en canciones tema de Dragon Ball Kai "Dragon Soul" y "Yeah! Break! Care! Break!". En la actualidad es parte de grupo Project.R para temas-canciones de Super Sentai Series.